# Feldwebel
Feldwebel är en tjänstegrad inom Bundeswehr och de tidigare tyska väpnade styrkorna. I svenska försvarsmakten är motsvarande tjänstegrad sergeant.

## Bundeswehr
I Bundeswehr är Feldwebel en underofficersgrad över Stabsunteroffizier och under Oberfeldwebel. På grund av att de tillhör underofficerarna med portepé (Unteroffiziere mit Portepee) kan Feldwebel ge order till soldater från manskapet och underofficerarna utan portepé (Unteroffiziere ohne Portepee), på grundval av § 4 ("Vorgesetztenverordnung".
Feldwebel tjänstgör till exempel som stabspersonal, instruktör, gruppbefäl, plutonchef eller akutsjukvårdare.
Soldater och reservister i underofficerarnas karriärvägar kan utnämnas till Feldwebel 36 månader efter att de har tillträtt Bundeswehr och har avklarat underofficersprovet eller redan har lämplig utbildning.